# Ancylobothrys capensis
Ancylobothrys capensis är en oleanderväxtart som först beskrevs av Daniel Oliver, och fick sitt nu gällande namn av Marcel Pichon. Ancylobothrys capensis ingår i släktet Ancylobothrys och familjen oleanderväxter. Inga underarter finns listade i Catalogue of Life.